# إلين هاتفيلد
إلين هاتفيلد (بالإنجليزية: Elaine Hatfield)‏ هي أستاذة جامعية وعالمة نفس أمريكية، ولدت في 22 أكتوبر 1937 في ديترويت في الولايات المتحدة.